# 13club
『13club』（サーティーンクラブ）は、シヒラ竜也（ストーリー協力：岬満）による日本の漫画作品。集英社のウェブコミックサイト『ウルトラジャンプエッグ』にて2008年10月から2009年12月まで連載された。単行本は全2巻。

## 概要
「都市伝説」や「恐怖譚」、「不思議な事件」などを扱っているWEBサイト「13club」の主催者である九段は、サイトに掲載する話題を求めて様々な怪奇事件に首を突っ込む。

## 登場人物
九段（くだん）
主人公にして語り部。奇妙な事件などを扱うWEBサイト「13club」を主宰する眼鏡の男。名前が本名かは不明。
幽伽（かすか）
九段のアシスタントを務めるセーラー服の少女。普段は携帯電話を弄っている。

## 単行本
- シヒラ竜也 『13club』 集英社《ヤングジャンプ・コミックス》 全2巻
  1. 2009年8月19日発売 ISBN 978-4-08-877713-9
  2. 2010年1月19日発売 ISBN 978-4-08-877799-3